# Xã Archer, Quận Harrison, Ohio
Xã Archer (tiếng Anh: Archer Township) là một xã thuộc quận Harrison, tiểu bang Ohio, Hoa Kỳ. Năm 2010, dân số của xã này là 311 người.